# (7670) Kabeláč
7670 Kabelac (1995 QJ) – planetoida z pasa głównego asteroid okrążająca Słońce w ciągu 3,68 lat w średniej odległości 2,38 j.a. Odkryta 20 sierpnia 1995 roku.